# Lynovytsia
Lynovytsia (ukrainien : Линовиця, russe : Линовица) est une commune urbaine de l'oblast de Tchernihiv, en Ukraine. Elle compte 2 640 habitants en 2021.